# Liste jüdischer Studentenverbindungen
Die Liste jüdischer Studentenverbindungen dient der Übersicht über die unterschiedlichen jüdischen Studentenverbindungen aus der Zeit vor dem Zweiten Weltkrieg und zählt bekannte Mitglieder auf.

## Gebiet

### Deutsches Reich
| Name der Verbindung                                 | Dachverband | Sitz              | Farben (Fuxenfarben)                                | Kopfbedeckung          | Datum der Gründung | Ende des Bestehens     | Quellenkürzel, Seite                          |
| --------------------------------------------------- | ----------- | ----------------- | --------------------------------------------------- | ---------------------- | ------------------ | ---------------------- | --------------------------------------------- |
| Silesia                                             | KC          | Berlin            | violett-silber-hellgrün (silber-violett-silber)     | hellgrüne Mütze        | 10. Feb. 1919      | ?                      | Eberhard, 17                                  |
| Dahlemia                                            | VJNK        | Berlin            | schwarz-karmesinrot-hellblau (schwarz-blau-schwarz) | hellblaue Mütze        | 7. Dez. 1905       | ?                      | Eberhard, 17                                  |
| Verein für jüdische Geschichte und Literatur        | VJNK & JWK  | Berlin            | grün-weiß-dunkelrot                                 | schwarze Samtmütze     | 22. Feb. 1883      | ?                      | Eberhard, 17                                  |
| Sprevia                                             | KC          | Berlin            | gelb-weiß-schwarz (gelb-weiß-gelb)                  | weinrote Mütze         | 22. Okt. 1894      | ?                      | Eberhard, 16                                  |
| VJSt                                                | KJV         | Berlin            | dunkelblau-weiß-gelb                                | –                      | 4. Juli 1895       | ?                      | Eberhard, 20                                  |
| VJSt Hasmonaea                                      | KJV         | Berlin            | gold-schwarz-gold (Bierzipfel)                      | –                      | 28. Feb. 1902      | ?                      | Eberhard, 20                                  |
| VJSt Maccabaea / Maccabäa                           | KJV         | Berlin            | blau-weiß auf gelbem Grund                          | –                      | 6. Dez. 1906       | ?                      | Eberhard, 20                                  |
| Ruder-Verein Jüdischer Studenten Ivria              | KJV         | Berlin            | gelb-weiß-blau                                      | –                      | 19. Juli 1914      | ?                      | Eberhard, 20                                  |
| Sport-Verein Jüdischer Studenten                    | KJV         | Berlin            | silber-blau-silber                                  | –                      | 3. Feb. 1919       | ?                      | Eberhard, 20                                  |
| AZV Kadimah                                         | BZK         | Berlin            | weiß-blau-weiß                                      | –                      | 4. Juli 1895       | ?                      | Eberhard, 20                                  |
| Vereinigung jüdischer Akademiker                    | BJA         | Berlin            | ohne Abzeichen                                      | –                      | 10. Nov. 1903      | ?                      | Eberhard, 20                                  |
| Zionistischer Studentinnen-Verein                   | –           | Berlin            | ?                                                   | ?                      | 1918               | ?                      | Eberhard, 21                                  |
| Verbindung jüdischer Akademikerinnen Beruria        | –           | Berlin            | ?                                                   | ?                      | ?                  | ?                      | Eberhard, 21                                  |
| Vineta                                              | KC          | Berlin            | orange-silber-blau (orange-blau)                    | dunkelblaue Mütze      | 14. Juni 1919      | ?                      | Eberhard, 122                                 |
| Rheno-Silesia                                       | KC          | Bonn              | hellblau-gelb-schwarz (blau-schwarz)                | dunkelblaue Mütze      | 3. Mai 1899        | ?                      | Eberhard, 25                                  |
| VJSt Kadimah                                        | KJV         | Bonn              | gelb-dunkelblau-weiß                                | –                      | 14. Jan. 1909      | ?                      | Eberhard, 26                                  |
| AZV Jordania                                        | BZK         | Bonn              | weiß-blau-weiß                                      | –                      | 1920 Ostern        | ?                      | Eberhard, 26                                  |
| Thuringia                                           | KC          | Breslau           | schwarz-hellblau-rot (rot-blau-rot)                 | lila Mütze             | 19. Okt. 1901      | ?                      | Eberhard, 30                                  |
| Vereinigung jüdischer Akademiker                    | BJA         | Breslau           | grün-weiß-violett                                   | –                      | Sep. 1909          | ?                      | Eberhard, 32                                  |
| VJSt Hasmonaea                                      | KJV         | Breslau           | hellgelb-hellblau-weiß (Bierzipfel)                 | –                      | 9. Nov. 1899       | ?                      | Eberhard, 32                                  |
| AZV Zephirah                                        | BZK         | Breslau           | weiß-blau-weiß (Bierzipfel)                         | –                      | 7. Nov. 1899       | ?                      | Eberhard, 32                                  |
| Viadrina                                            | KC          | Breslau           | ?                                                   | ?                      | 23. Okt. 1886      | ?                      | ?                                             |
| Macaria                                             | KC          | Danzig            | orange-weiß-violett                                 | ?                      | 1. Mai 1924        | ?                      | Eberhard, 130                                 |
| Zionistischer Studenten-Verband Kadimah             | ?           | Danzig            | ?                                                   | ?                      | ?                  | ?                      | Eberhard, 130                                 |
| Jüdisch-akademische Vereinigung                     | ?           | Danzig            | ?                                                   | ?                      | ?                  | ?                      | Eberhard, 130                                 |
| Viadrina                                            | KC          | Darmstadt         | violett-silber-rot (violett-silber-violett)         | dunkelgrüne Mütze      | 9. Nov. 1903       | ?                      | Eberhard, 132                                 |
| VJSt Haboneh                                        | KJV         | Darmstadt         | gelb-blau-weiß                                      | –                      | 27. Juni 1920      | ?                      | Eberhard, 133                                 |
| Vereinigung jüdischer Akademiker                    | BJA         | Erlangen          | –                                                   | –                      | 1. Jan. 1921       | ?                      | Eberhard, 36                                  |
| Nassovia                                            | KC          | Frankfurt am Main | orange-weiß-schwarz (weiß-orange-weiß)              | schwarze Mütze         | 28. Apr. 1915      | ?                      | Eberhard, 39 & Brunck, 133                    |
| VJSt Saronia                                        | KJV         | Frankfurt am Main | blau-gelb auf weißem Grund                          | –                      | 10. Juli 1918      | ?                      | Brunck, 134 f.                                |
| VJSt Saxonia                                        | KJV         | Frankfurt am Main | gelb-hellblau-weiß                                  | –                      | 28. Okt. 1914      | ?                      | Eberhard, 40                                  |
| AZV Hasmonaea                                       | BZK         | Frankfurt am Main | weiß-blau-weiß (Bierzipfel)                         | –                      | 1. Dez. 1919       | ?                      | Eberhard, 40                                  |
| Vereinigung jüdischer Akademiker                    | BJA         | Frankfurt am Main | ohne Abzeichen                                      | ?                      | 7. Mai 1914        | ?                      | Eberhard, 40 & Brunck, 136                    |
| Verein für jüdische Geschichte und Literatur        | JWK         | Frankfurt am Main | ?                                                   | ?                      | 1920               | ?                      | Eberhard, 40                                  |
| Ghibellinia                                         | KC          | Freiburg          | schwarz-weiß-hellblau (blau-weiß-blau)              | silbergraue Mütze      | 18. Juni 1897      | ?                      | Eberhard, 43                                  |
| VJSt Ivria                                          | KJV         | Freiburg          | gold-rot-gold                                       | ?                      | 4. Nov. 1903       | ?                      | Eberhard, 45                                  |
| jüdisch-akademische Kameraden-Vereinigung Jungschar | ?           | Freiburg          | ?                                                   | ?                      | SS 1921            | ?                      | Eberhard, 45                                  |
| Kadimah                                             | KJV         | Friedberg         | ?                                                   | ?                      | ?                  | ?                      | ?                                             |
| Staufia                                             | KC          | Gießen            | schwarz-gelb-hellblau (schwarz-blau)                | silbergraue Samt-Mütze | 3. Feb. 1919       | ?                      | Eberhard, 48                                  |
| VJSt Hasmonaea                                      | KJV         | Gießen            | gelb-blau-weiß                                      | –                      | 24. Feb. 1919      | ?                      | Eberhard, 49                                  |
| VJSt Bar Kochba                                     | ?           | Göttingen         | blau-weiß-gelb                                      | ?                      | 2. Feb. 1919       | ?                      | SCC 2000                                      |
| Jüdische Verbindung Staufia                         | ?           | Göttingen         | schwarz-blau-gelb                                   | ?                      | SS 1919            | ?                      | SCC 2000                                      |
| Visurgia                                            | KC          | Göttingen         | hellgrün-silber-violett                             | hellgrüne Mütze        | 22. Jan. 1919      | ?                      | Eberhard, 52                                  |
| Albingia                                            | KC          | Halle             | violett-weiß-schwarz (weiß-violett-weiß)            | violette Mütze         | 19. Dez. 1918      | ?                      | Eberhard, 59                                  |
| Saxonia                                             | KC          | Hannover          | schwarz-silber-dunkelblau (schwarz-silber-schwarz)  | dunkelblaue Mütze      | 5. Mai 1919        | ?                      | Eberhard, 63                                  |
| VJSt Kadimah                                        | KJV         | Hannover          | blau-weiß-gelb                                      | –                      | 11. Mai 1919       | ?                      | Eberhard, 64                                  |
| Vereinigung jüdischer Akademiker                    | BJA         | Hannover          | ?                                                   | ?                      | Aug. 1918          | ?                      | Eberhard, 64                                  |
| Suevia                                              | KC          | Hannover          | rot-hellblau-gold (rot-gold)                        | hellblaue Mütze        | 13. März 1919      | ?                      | Eberhard, 139                                 |
| Badenia                                             | KC          | Heidelberg        | ?                                                   | ?                      | 1890               | 23. August 1902        |                                               |
| Bavaria                                             | KC          | Heidelberg        | violett-weiß-orange (orange-weiß-orange)            | orange Mütze           | 9. Jan. 1902       | 11. oder 12. Juli 1933 | Eberhard, 67                                  |
| VJSt Ivria                                          | KJV         | Heidelberg        | gelb-blau-weiß (Bierzipfel)                         | –                      | 21. Okt. 1891      | 1933                   | Eberhard, 68                                  |
| Nicaria                                             | ?           | Heidelberg        | ?                                                   | ?                      | ?                  | ?                      | ?                                             |
| Jüdisch-Akademische Vereinigung                     | ?           | Heidelberg        | ?                                                   | ?                      | ?                  | ?                      | ?                                             |
| Badenia                                             | KC          | Karlsruhe         | grün-weiß-orange (grün-weiß)                        | braune Mütze           | 27. Nov. 1905      | ?                      | Eberhard, 142                                 |
| VJSt Haawodah                                       | KJV         | Karlsruhe         | blau-weiß auf gelbem Grund                          | –                      | 17. Dez. 1919      | ?                      | Eberhard, 143                                 |
| Rheno-Guestphalia                                   | KC          | Köln              | hellblau-weiß-silbergrau (weiß-grau)                | dunkelblaue Mütze      | 16. März 1919      | ?                      | Eberhard, 78                                  |
| VJSt Bar Kochba                                     | KJV         | Köln              | blau-weiß-gelb                                      | –                      | 15. Sep. 1919      | ?                      | Eberhard, 80                                  |
| Vereinigung jüdischer Akademiker                    | BJA         | Köln              | ?                                                   | ?                      | Jan. 1919          | ?                      | Eberhard, 80                                  |
| Friburgia                                           | KC          | Königsberg        | schwarz-silber-violettrot (rot-silber-rot)          | schwarze Mütze         | 25. Jan. 1912      | ?                      | Eberhard, 84                                  |
| VJSt Maccabaea / Makkabäa                           | KJV         | Königsberg        | gelb-hellblau-weiß                                  | –                      | 4. Feb. 1904       | ?                      | Eberhard, 85                                  |
| Saxo-Bavaria                                        | KC          | Leipzig           | hellgrün-weiß-hellblau (grün-weiß-grün)             | grüne Mütze            | 22. Apr. 1912      | ?                      | Eberhard, 89                                  |
| VJSt Hatikwah                                       | KJV         | Leipzig           | blau-weiß auf gelbem Grund                          | –                      | 12. Feb. 1919      | ?                      | Eberhard, 90                                  |
| Hassia                                              | KC          | Marburg           | violett-weiß-gold                                   | graue Mütze            | 10. Feb. 1919      | ?                      | Eberhard, 94                                  |
| AV Suevia                                           | KC          | Mannheim          | schwarz-gold-grün (grün-gold)                       | schwarze Mütze         | 3. Juli 1919       | ?                      | Eberhard, 162                                 |
| Licaria                                             | KC          | München           | dunkelgrün-weiß-schwarz (weiß-grün-weiß)            | grüne Mütze            | 7. Jan. 1895       | ?                      | Eberhard, 99                                  |
| VJSt Jordania                                       | KJV         | München           | blau-weiß-gelb                                      | –                      | 9. Mai 1900        | ?                      | Eberhard, 102                                 |
| Vereinigung jüdischer Akademiker                    | BJA         | München           | schwarzer Bierzipfel mit silberner Perkussion       | ?                      | Mai 1904           | ?                      | Eberhard, 102                                 |
| Rheno-Bavaria                                       | KC          | Münster           | gold-rot-gold (gold-rot)                            | schwarze Samt-Mütze    | 5. Dez. 1918       | ?                      | Eberhard, 105                                 |
| Salia                                               |             | Würzburg          | dunkelblau-silber-schwarz                           | dunkelblaue Mütze      | 1884               | 1933                   | [ 1 ]                                         |
| Rheno-Palatia                                       | KC          | Würzburg          | grün-weiß-violett (grün-violett)                    | violette Mütze         | 15. Feb. 1919      | ?                      | Eberhard, 115                                 |
| AV Veda                                             |             | Würzburg          | weiß-rot-grün                                       |                        | 10. Mai 1896       | ?                      | Würzburger Universitäts-Almanach 1927/28, 132 |
| VJSt Hatikwah                                       | KJV         | Würzburg          | gelb-blau-weiß (Bierzipfel)                         | –                      | 1919               | ?                      | Eberhard, 117                                 |
| Vereinigung jüdischer Akademiker                    | BJA         | Würzburg          | ?                                                   | ?                      | 23. Feb. 1907      | ?                      | Eberhard, 117                                 |

Um 1930 wurde in Frankfurt am Main je eine Zionistische Studentinnengruppe (ZiSt) gegründet, aus der ein Verband mit weiteren lokalen Gruppen an den Universitäten in München, Königsberg, Leipzig, Breslau, Riga und Heidelberg hervorging. Insgesamt existierten im Juni 1932 9 Ortsgruppen mit 140–150 Chawerot (Kameradinnen). Die vom KJV beharrlich als „Mädchen“ titulierten ZiSt-Mitglieder drängten eigentlich auf eine gleichberechtigte Zusammenarbeit im und mit dem KJV, mussten aber erkennen, dass dieser aufgrund seiner konservativen und in traditionsgebundenen Strukturen dafür nicht bereit war. nach der Machtübergabe an die Nazis wurde auch die ZiSt verboten oder die örtlichen Gruppen kamen einem Verbot durch Selbstauflösung zuvor.

### Österreich
| Name der Verbindung                                                           | Dachverband | Sitz | Farben (Fuxenfarben)                                                        | Kopfbedeckung         | Datum der Gründung | Ende des Bestehens | Quellenkürzel, Seite         |
| ----------------------------------------------------------------------------- | ----------- | ---- | --------------------------------------------------------------------------- | --------------------- | ------------------ | ------------------ | ---------------------------- |
| JAV Charitas                                                                  | ?           | Graz | –                                                                           | –                     |                    | ?                  | ?                            |
| JAV Kadimah                                                                   | ?           | Wien | amarantrot-violett-gold (rot-violett)                                       | –                     | 25. Okt. 1882      | ?                  | Eberhard, 183                |
| JAV Ivria                                                                     | ?           | Wien | schwarz-gold-hellblau (schwarz-blau)                                        | –                     | 12. Dez. 1891      | ?                  | Eberhard, 183                |
| JAV Libanonia                                                                 | ?           | Wien | hellblau-rot-gold (blau-rot) beide auf weißem Grund mit goldener Perkussion | lichtblaue Samt-Mütze | 9. Feb. 1895       | ?                  | Eberhard, 183 & Seewann, 135 |
| JAV Unitas                                                                    | ?           | Wien | violett-weiß-gold (violett-weiß)                                            | weiße / graue Mütze   | 5. Dez. 1893       | 17. Mai 1938       | Eberhard, 183 & Seewann, 134 |
| JAV Maccabaea                                                                 | ?           | Wien | violett-grün-gold (violett-grün)                                            | violette Mütze        | 29. Jan. 1898      | ?                  | Eberhard, 183                |
| JAV Zephirah                                                                  | ?           | Wien | rot-lichtgrün-gold (rot-grün)                                               | weiße Mütze           | 14. Nov. 1906      | ?                  | Eberhard, 183                |
| JAV Robur                                                                     | ?           | Wien | blau-weiß-violett (blau-weiß)                                               | blaue Mütze           | 1911               | ?                  | Eberhard, 183                |
| JAV Jordania                                                                  | ?           | Wien | violett-blau-gold (violett-blau)                                            | blaue Mütze           | 1904               | ?                  | Eberhard, 183                |
| JAV Nehemia                                                                   | ?           | Wien | ?                                                                           | ?                     | ?                  | ?                  | Eberhard, 183                |
| JAV Barissia                                                                  | ?           | Wien | ?                                                                           | ?                     | ?                  | ?                  | Eberhard, 183                |
| JAV Gamalah                                                                   | ?           | Wien | ?                                                                           | ?                     | ?                  | ?                  | Eberhard, 183                |
| Verbindung zionistischer Hochschüler Theodor Herzl                            | ?           | Wien | –                                                                           | –                     | 1904               | ?                  | Eberhard, 183                |
| Vereinigung zionistischer Hochschüler aus Galizien Bar Kochba                 | ?           | Wien | –                                                                           | –                     | 1897               | ?                  | Eberhard, 183                |
| Vereinigung zionistischer Hochschüler aus den südslawischen Ländern Bar Giora | ?           | Wien | –                                                                           | –                     | 4. Juni 1901       | ?                  | Eberhard, 183                |
| Verein jüdischer Hochschüler aus Rumänien Erez Israel                         | ?           | Wien | –                                                                           | –                     | 1902               | ?                  | Eberhard, 183                |
| Verein Hatechijah                                                             | ?           | Wien | –                                                                           | –                     | ?                  | ?                  | Eberhard, 183                |
| Verein Jabuc                                                                  | ?           | Wien | –                                                                           | –                     | ?                  | ?                  | Eberhard, 183                |
| Verein Schomer                                                                | ?           | Wien | –                                                                           | –                     | ?                  | ?                  | Eberhard, 183                |
| Akademischer Verein Jüdische Kultur                                           | ?           | Wien | blau-weiß-rot                                                               | –                     | 1905               | ?                  | Eberhard, 183                |
| Vereinigung jüdischer Akademiker                                              | BJA         | Wien | –                                                                           | –                     | Okt. 1920          | ?                  | Eberhard, 183                |
| Verein Boale Zion                                                             | ?           | Wien | –                                                                           | –                     | ?                  | ?                  | Eberhard, 183                |
| Wiener Zionisten-Vereinigung                                                  | ?           | Wien | –                                                                           | –                     | ?                  | ?                  | Eberhard, 183                |
| Verein jüdischer Hochschüler für Bodenkultur                                  | ?           | Wien | –                                                                           | –                     | 1907               | ?                  | Eberhard, 183                |
| Juristen-Verein                                                               | ?           | Wien | –                                                                           | –                     | 7. Nov. 1908       | ?                  | Eberhard, 183                |
| Mediziner-Verein                                                              | ?           | Wien | –                                                                           | –                     | 1. Juli 1911       | ?                  | Eberhard, 183                |
| Philosophen-Verein                                                            | ?           | Wien | –                                                                           | –                     | ?                  | ?                  | Eberhard, 183                |
| Veterniarmed. Verein                                                          | ?           | Wien | –                                                                           | –                     | ?                  | ?                  | Eberhard, 183                |
| Technikerverband                                                              | ?           | Wien | –                                                                           | –                     | ?                  | ?                  | Eberhard, 183                |
| Verein jüdischer Hochschüler für Welthandel                                   | ?           | Wien | –                                                                           | –                     | ?                  | ?                  | Eberhard, 183                |
| Frauen-Verein                                                                 | ?           | Wien | –                                                                           | –                     | ?                  | ?                  | Eberhard, 183                |
| Lese- und Redehalle jüdischer Hochschüler                                     | ?           | Wien | –                                                                           | –                     | 1. Feb. 1894       | ?                  | Eberhard, 183                |

### Schweiz
| Name der Verbindung | Dachverband | Sitz   | Farben (Fuxenfarben)                | Kopfbedeckung                              | Datum der Gründung | Ende des Bestehens | Quellenkürzel, Seite       |
| ------------------- | ----------- | ------ | ----------------------------------- | ------------------------------------------ | ------------------ | ------------------ | -------------------------- |
| JNV Kadimah         | KJK         | Bern   | violett-gold-violett (violett-weiß) | violette Stürmer; ab ca. 1918 graue Mützen | 2. Dezember 1901   | ca. 1910           | Eberhard, 191 Roubicek, 19 |
| Nehardea            | KJK         | Basel  | blau-weiß-schwarz                   | Blaue Mütze                                | 1911               | 1920               | Lubrich, Battegay          |
| JAK Ivria           | KJK         | Zürich | grün-schwarz-gold (grün-schwarz)    | grüne Mütze                                | 4. Juli 1914       | ?                  | Eberhard, 195              |
| Jordania            |             | Basel  | grün-weiß-blau                      | Blaue Filzkappe                            | 1924               | ?                  | Lubrich, Battegay          |

### Weitere Gebiete

#### Estland
| Name der Verbindung                                                        | Dachverband | Sitz  | Farben (Fuxenfarben) | Kopfbedeckung | Datum der Gründung | Ende des Bestehens | Quellenkürzel, Seite       |
| -------------------------------------------------------------------------- | ----------- | ----- | -------------------- | ------------- | ------------------ | ------------------ | -------------------------- |
| Kasse der jüdischen Studenten                                              | –           | Tartu | –                    | –             | ?                  | ?                  | Eberhard, 200              |
| Akademischer Verein für das Studium der jüdischen Geschichte und Literatur | –           | Tartu | –                    | –             | 1884               | ?                  | Eberhard, 200              |
| Hasmonea                                                                   | –           | Tartu | hellblau-gold-weiß   | –             | 1925               | ?                  | Baltisches Burschentum, 46 |

#### Lettland
| Name der Verbindung                                        | Dachverband | Sitz | Farben (Fuxenfarben) | Kopfbedeckung | Datum der Gründung | Ende des Bestehens | Quellenkürzel, Seite |
| ---------------------------------------------------------- | ----------- | ---- | -------------------- | ------------- | ------------------ | ------------------ | -------------------- |
| Gegenseitigkeits-Unterstützungskasse hebräischer Studenten | –           | Riga | –                    | –             | 13. Feb. 1908      | ?                  | Eberhard, 202        |
| Hebräische Studentenvereinigung Vetulia                    | –           | Riga | –                    | –             | 7. Sep. 1912       | ?                  | Eberhard, 202        |
| Hasmonea                                                   | –           | Riga | –                    | –             | 1922               | 1940               | Ščerbinskis          |

#### Rumänien (heute Ukraine)
| Name der Verbindung                       | Dachverband | Sitz       | Farben (Fuxenfarben)             | Kopfbedeckung       | Datum der Gründung | Ende des Bestehens | Quellenkürzel, Seite |
| ----------------------------------------- | ----------- | ---------- | -------------------------------- | ------------------- | ------------------ | ------------------ | -------------------- |
| Hebronia                                  | –           | Czernowitz | grün-rot-gold (grün-rot)         | lichtgrüne Mütze    | WS 1899/1900       | ?                  | Eberhard, 199        |
| Hasmonaea                                 | –           | Czernowitz | rot-grün-violett (rot-violett)   | violette Samt-Mütze | 14. Juli 1891      | ?                  | Eberhard, 199        |
| Heatid                                    | –           | Czernowitz | grün-silber-schwarz (grün-weiß)  | ?                   | 1918               | ?                  | Eberhard, 199        |
| Emunah                                    | –           | Czernowitz | gold-violett-gold (gold-violett) | ?                   | 1903               | ?                  | Eberhard, 199        |
| Zephirah                                  | –           | Czernowitz | blau-gold-blau (blau-gold)       | ?                   | 24. Okt. 1897      | ?                  | Eberhard, 199        |
| Sozialwissenschaftlicher Studenten-Verein | –           | Czernowitz | ohne Abzeichen                   | –                   | 1809?              | ?                  | Eberhard, 199        |

#### Tschechoslowakei
| Name der Verbindung | Dachverband | Sitz            | Farben (Fuxenfarben)                                                                 | Kopfbedeckung             | Datum der Gründung | Ende des Bestehens                        | Quellenkürzel, Seite         |
| --- | ----------- | --------------- | ------------------------------------------------------------------------------------ | ------------------------- | ------------------ | ----------------------------------------- | ---------------------------- |
| JAV Veritas | –           | Brünn           | schwarz-weiß-grün (schwarz-grün)                                                     | –                         | 24. Sep. 1895      | ?                                         | Eberhard, 186 & Seewann, 186 |
| JAV Zephira | –           | Brünn           | ?                                                                                    | –                         | 19. Dez. 1896      | 1904                                      | Seewann, 186                 |
| Jüdische akademische Lese- und Redehalle | –           | Brünn           | ?                                                                                    | ?                         | 1903               | 1914                                      | Eberhard, 186 & Seewann, 186 |
| Vereinigung der östlichen jüdischen Hochschüler in Brünn | –           | Brünn           | ?                                                                                    | –                         | 1912               | ?                                         | Seewann, 186                 |
| Revis.-akad. Verbindung Jordania | –           | Brünn           | ?                                                                                    | –                         | 1932               | ?                                         | Seewann, 186                 |
| Verein Spolek Sionistickych akademiku v Brne | –           | Brünn           | ?                                                                                    | –                         | WS 1925/26         | ?                                         | Seewann, 186                 |
| Jüdisch-akademische Ferialverbindung Hessiana | –           | Mährisch-Ostrau | schwarz-grün-gold                                                                    | –                         | 12. Aug. 1898      | 2. Juni 1928                              | [ 3 ]                        |
| Barissia - Jüdische akademisch-technische Verbindung | –           | Prag            | violett-weiß-schwarz mit silberner Perkussion und aufgesticktem silbernem Davidstern | violette Mütze            | 16. Okt. 1903      | WS 1938/39                                | Eberhard, 188                |
| Jordania - Jüdisch-nationale akademisch-technische Verbindung Vormals: bis 16. Juni 1910 Jüdisch-nationale akademisch-technische Verbindung Hyrkania                         | –           | Prag            | weinrot-weiß-schwarz und aufgesticktem goldenen Davidstern                           | weinrote Mütze (aus Samt) | 14. Mai 1910       | SS 1914                                   | Eberhard, 189                |
| Bar Kochba - Verein der jüdischen Hochschüler in Prag Vormals: bis 19. Februar 1896 Studenten Verein Maccaboea bis 20. Februar 1900 Verein der jüdischen Hochschüler in Prag | –           | Prag            | blau-weiß-blau, Reversnadel                                                          | -                         | 27. Okt. 1893      | SS 1936                                   | Eberhard, 189                |
| Sammelverein der jüdischen Hochschüler beider Hochschulen | –           | Prag            | ?                                                                                    | ?                         | ?                  | ?                                         | Eberhard, 189                |
| Lese- und Redehalle der jüdischen Hochschüler Vormals: bis 13. Juni 1911 Judaea                                                                                              | –           | Prag            | blau-weiß-gold, Band und Reversnadel                                                 | -                         | 17. Juli 1908      | SS 1939 21. Mai 1940 behördlich aufgelöst | Eberhard, 189                |
| Achduth - Verein der jüdischen Hochschüler aus Russland in Prag | –           | Prag            | ?                                                                                    | ?                         | 22. Apr. 1913      | WS 1913/14                                | [ 10 ]                       |

## Abkürzungen
- AZV = Akademische zionistische Verbindung
- BJA = Bund Jüdischer Akademiker
- BZK = Bund Zionistischer Korporationen
- JAK = Jüdisch-akademische Korporation
- JAV = Jüdisch akademische Verbindung
- JNV = Jüdisch nationale Verbindung
- JWK = Jüdisch wissenschaftliches Kartell
- KC = Kartell-Convent der Verbindungen deutscher Studenten jüdischen Glaubens
- KJV = Kartell Jüdischer Verbindungen
- KJK = Kartell Jüdischer Korporationen
- VJNK = Verband jüdisch-neutraler Korporationen
- VJSt = Verein Jüdischer Studenten